# Parque da Mônica
O Parque da Mônica é um parque de diversão temático dedicado aos personagens criados por Maurício de Sousa. O primeiro parque havia sido idealizado por Maurício em 1993 no Shopping Eldorado paulistano, tendo funcionado até fevereiro de 2010 ao encerrar definitivamente as suas atividades devido a problemas contratuais com os administradores do shopping e a dívidas. Desde então, Maurício esteve em negociações para reabrí-lo em outro local. Um novo Parque abriu no Shopping SP Market no dia 4 de julho de 2015, na localização do extinto O Mundo da Xuxa. Em 17 anos de atividades, até 2010, o parque recebeu mais de 9 milhões de visitantes.
Além do parque paulistano, já houve duas filiais: uma no shopping Città América carioca que funcionou de 2000 a 2005, e outra no Shopping Estação curitibano que funcionou de 1998 a 2000. Houve também um parque menor chamado Estação Turma da Mônica, inaugurado em 2004 em Campinas. Em julho de 2018, uma nova Estação da Turma da Mônica foi inaugurada no Shopping Cerrado na cidade de Goiânia, Goiás. No ano seguinte, a MSP inaugurou mais uma Estação da Turma da Mônica em Olinda, Pernambuco. Além do Brasil, Maurício abriu em 2010 a primeira filial internacional do parque na cidade de Luanda, capital de Angola.
Foi lançado também em 1993, em conjunto com o primeiro parque, um gibi mensal chamado de a Revista Parque da Mônica. A publicação continha uma história se passando no local e também era utilizada para divulgar as novidades e novas atrações. Após a mudança para a editora Panini, em 2007, o gibi passou a se chamar Turma da Mônica: Uma aventura no Parque da Mônica. Com o fim do estabelecimento no Shopping Eldorado, a revista mudou de nome mais uma vez para apenas Turma da Mônica e as histórias de abertura deixaram de ser ambientadas no parque.

## Histórico

### Shopping Eldorado (1993–2010)
Ao criar o Parque da Mônica, Maurício de Sousa tinha o propósito de trazer de volta o "quintal perdido" de antigamente, ainda que com árvores e grama de plástico, para as crianças habituadas ao pouco espaço para brincar de uma metrópole como a cidade de São Paulo. O parque abriu no Shopping Eldorado no dia 10 de janeiro de 1993, foi o primeiro parque temático e indoor do Brasil, naquela época o ingresso custava cerca de US$ 8 (Cr$ 112 mil). O investimento inicial foi de US$ 10 milhões. Além da Maurício de Sousa Produções, a RTS Empreendimentos e Participações cuidava da administração do parque e nos primeiros anos a Rede Globo fez parte da sociedade. O parque ocupava uma área interna de 10 mil metros quadrados divididos em 3 pisos, dos quais 1.000 m² da área central recebiam iluminação natural; tinha capacidade para 2.500 pessoas.  Uma média de 50 mil pessoas por mês visitavam o parque, sendo que 62% do público vinha da cidade de São Paulo, 16% da Grande São Paulo, 14% do interior paulista e 8% de outros estados. Um total de 200 funcionários trabalhavam no local. Além das atrações, o parque também promovia eventos diversos, principalmente nas épocas de Natal, festas juninas, Carnaval e férias.[carece de fontes?]
No dia 16 de fevereiro de 2010, o parque abriu pela última vez no Shopping Eldorado. Alguns meses antes, fora anunciado que o Parque da Mônica não teria mais seu espaço no shopping. Em nota, foi dito que o parque não atendia mais a expectativas do shopping e que este buscava alternativas para atrair consumidores mais atualizados. Durante uma entrevista para o jornal Folha de S.Paulo, em 2013, Maurício de Sousa revelou que outro fator que o levou a fechar o parque foi a dívida gerada para montá-lo. No ano de seu fechamento ela chegava a 40 milhões de reais, por causa de juros e impostos. Ainda que o parque se pagasse e operasse no azul, apenas em 2007 a receita fora de 15 milhões de reais, o lucro não era o bastante para pagar essa dívida. Entretanto, após renovar sua equipe e com um programa de recuperação fiscal do governo brasileiro, Maurício de Sousa conseguiu regularizar a situação de sua empresa. Posteriormente, a administração do shopping cedeu a área para a rede internacional de parques temáticos Kidzania.
Com o fechamento do parque, alguns brinquedos estiveram disponíveis em alguns shoppings por tempo determinado, em um revezamento. Alguns brinquedos dos levados a outros shoppings foram o Carrossel do Horácio, a Cidade dos Carrinhos, o Bate-Pneu e a Fórmula Zuum.

### Shopping SP Market (2015–presente)
Em 5 de março de 2015, foi noticiado que o novo Parque da Mônica reabriria no Shopping SP Market. O parque substituiu O Mundo da Xuxa, que fechou no começo do mesmo ano. O novo empreendimento é uma parceria entre o Grupo São Joaquim, que administra o Shopping SP Market e a Maurício de Sousa Produções, com direção de Mauro Sousa, filho de Maurício. Para o novo parque, foi feito um investimento de cerca de R$ 38 milhões para compra de novas atrações e reforma das antigas e do local. Maurício e a equipe responsável por criar o novo parque mantiveram a proposta original de ser um lugar para trazer de volta o quintal de antigamente, buscando um lugar com menos foco em tecnologia, onde crianças possam correr e se exercitar. Manteve-se também o conceito de ser um parque voltado para toda a família, com atrações interativas e educativas. Por ocupar uma área superior a 15.000 m² (50% maior do que a área do anterior), o novo parque é considerado o maior parque temático coberto da América Latina e pode receber ao mesmo tempo até 3.000 visitantes. A inauguração ocorreu em 4 de julho de 2015 com uma cerimônia de abertura e a presença de Maurício de Sousa com a sua família, representantes do Grupo São Joaquim e convidados para conhecer e experimentar as atrações do novo parque. No dia seguinte, 5 de julho de 2015, o parque abriu para o público geral.

#### Atrações
O parque possui atualmente 22 atrações, sendo elas:
- Vila da Mônica: formada pelas atrações Casa da Mônica, onde é possível andar por ambientes da residência da personagem, Quarto do Cebolinha, a Piscina de Bolinhas do Cascão, a Cozinha da Magali e o Ateliê da Marina. Além disso, nesta área existem alguns quiosques que vendem alimentos e outros itens. Uma curiosidade: neste espaço vendem cachorro quente preparado pelo McDonald's. É o único lugar no Brasil onde é possível encontrar um hot dog do McDonald's. [27][23]
- Roda-Gigante da Turma: uma pequena roda-gigante com 6 gôndolas para 4 pessoas cada. Está localizada no meio da Vila da Mônica.[27][23] A Roda Gigante deixou o parque em 2023, e uma nova atração está sendo planejada em seu lugar.
- Montanha-Russa do Astronauta: uma montanha-russa familiar de aço, fabricada pela Intamin AG. O trem possui 12 carros, com 2 pessoas em cada um, podendo chegar a até 40 quilômetros por hora. Os trilhos têm uma extensão total de 320 metros, atingindo 9,5 metros de altura no ponto mais alto.[28][27][23]
- Horacic Park: brinquedo do tipo Splash em que os visitantes passeiam a bordo de barcos que percorrem o ambiente pré-histórico dos personagens da Turma do Horácio.[27][23]
- Parquinho: atração tematizada com os personagens da Turma da Mônica Baby com atividades para crianças menores de 3 anos, que proporcionam a interação com os pais e o estímulo motor e cognitivo.[27][23]
- Carrossel da Mata: carrossel tematizado com os personagens da Turma da Mata.[27][23]
- Ce-bolinhas: os participantes devem atirar bolinhas macias e coloridas nos alvos e nos outros jogadores.[27][23]
- Pescaria do Chico: brinquedo giratório com assentos em forma de peixe. Esse brinquedo exisitia no antigo parque da xuxa e foi readaptado e retematizado para o novo Parque da Mônica.[27][23]
- Engenheiros do Parque: crianças podem brincar de construir com tijolos de espuma.[27][23]
- Escalada do Piteco: parede de escalada para até cinco crianças tematizada com a Turma do Piteco.[27][23]
- Brinquedão da Turma do Chico Bento: um percurso que conta com redes para escalada, túneis e um escorregador.[27][23]
- Posto do Bidu: atração onde as crianças podem andar em carrinhos.[27][23]
- Trombada do Louco: atração com o bate-bate clássico.[27][23]
- Castelo de Príncipes e Princesas: local onde as crianças podem se fantasiar com personagens dos contos de fadas. Atração paga à parte.[27][23]
- Vale dos Dinossauros: percurso que passa por cima da atração Horacic Park.[27][23]
- Palco de eventos: espaço para espetáculos ao vivo com os personagens da Turma da Mônica.[27][23]
- Missão no Fundo do Mar: atração interativa em que os visitantes pintas desenho que são digitalizado e apresentados com animações em uma tela.[29]
- Coelhada nas Estrelas: simulador 4D.[29]

Cada atração tem restrições de altura e/ou idade para a criança poder entrar na atracão, então é importante conferir os limites de altura de cada brinquedo do Parque da Mônica antes de visitar. 
O Parque da Mônica oferece muitos pontos de alimentação, além de uma loja interna do McDonald's, sendo a única loja da rede no Brasil,que oferece como itens de seu cardápio: pipoca e cachorro-quente.Dentre as outras opções,existe um "food truck" de itens naturas da Go Natural. Existe também a Frutaria da Magali que disponibiliza diversas opções de refeições com frutas,juntamente a isto também existem opções temáticas relacionadas a diversos personagens da Turma.

## Outros parques

### Parque da Mônica – Curitiba (1998–2000)
Inaugurado em 18 de julho de 1998, no Shopping Estação (que naquela época se chamava Estação Plaza Show), a primeira filial do parque tinha uma área total de 6 mil metros quadrados e 20 atrações. O parque era dividido em três áreas temáticas: Mundo Divertido, Mundo Curioso e o Mundo dos Quadrinhos. Algumas das atrações incluíam: Trem do Penadinho, Teatro, o Brinquedão, Laboratório do Franjinha, Bate-Pneu, Karaokê, o Informágica (jogos de video-game) e ainda as casas da Mônica, do Cascão, do Cebolinha, da Magali e Do Contra. Os ingressos custavam 15 reais para pessoas de até 12 anos, 12 reais entre 13 e 20 anos e 5 reais para aqueles com mais de 20 anos. O parque fechou em 2000.

### Parque da Mônica – Rio de Janeiro (2000–2005)
No dia 10 de novembro de 2000, foi aberta uma filial do Parque da Mônica no Rio de Janeiro, no Shopping Città América, na Barra da Tijuca. O empreendimento foi uma sociedade entre a Maurício de Sousa Produções, a Rede Globo e o Grupo Opportunity, com um investimento inicial de 10 milhões de reais.  Assim como sua versão de São Paulo, o parque carioca era todo coberto e climatizado, dispunha de 10 mil m² de área de lazer, além de lojas, lanchonetes, fraldário e ambulatório. Com um foco na faixa etária de 1 a 12 anos, entre as 26 atrações disponíveis estavam a Casa da Mônica, Casa do Cebolinha, do Cascão, da Magali, do Louco , do Franjinha , do Nimbus e do Do Contra, Casa na Árvore do Cebolinha, Bolo da Magali , Bate-Pneu, Trem do Penadinho, Palco de eventos, Praça da Turma , Quintal da Turma, Cinema 3D, Estúdio de TV, Postinho do Bidu, Brinquedão Aquático do Cascão, Sala Cibernética, Teatrinho de Fantoches, Vila da Mônica, Cidade dos Carrinhos e Games do Astronauta. Na época da abertura do parque o valor dos ingressos era de 20 reais para crianças e 14 reais para adultos. Em 2001 aconteceu um acidente no parque: o Aerotrem, um pequeno trem suspenso que era uma das principais atrações, caiu sobre o Bate-bate e feriu 17 crianças, duas delas de forma grave. O parque abriu novamente alguns dias após a retirada da atração defeituosa. Apesar do parque operar no vermelho desde a inauguração, ele continuou funcionando por mais quatro anos até que os sócios (que não eram os mesmos da unidade de São Paulo) resolveram retirar seus investimentos. Em 19 de janeiro de 2005, o Parque da Mônica fechou as portas no Rio.

### Estação Turma da Mônica – Campinas (2004 –?)
Este era um miniparque indoor que iniciou suas operações em 9 de julho de 2004 no Shopping Campinas em Campinas, São Paulo. Foi feito um investimento de 1,5 milhão de reais no empreendimento. O parque foi instalado em uma réplica de uma estação de trem que foi construída na parte externa do centro comercial, com uma área total de 1,2 mil metros. Havia mais de 15 atrações voltadas ao público infantil, alguns exemplos eram o Labirinto do Louco, a Minicidade dos Carrinhos, o Postinho do Cebolinha, o Brinquedão do Horácio e o Engenheiros. A estação Turma da Mônica de Campinas encontra-se fechada atualmente.

### Pracinha da Turma da Mônica – Luanda, Angola (2010 –?)
Em 2010, a Maurício de Sousa Produções inaugurou a Pracinha da turma da Mônica, a primeira filial internacional do Parque da Mônica na cidade de Luanda, capital de Angola. O empreendimento foi licenciado para investidores locais, com custo de implantação estimado em 8 milhões de reais. Instalada no Shopping Belas, essa filial do parque tinha cerca de 600 metros quadrados, algumas das atrações eram o Spacebus, o Barcossauro, uma espécie de barco viking, e jogos eletrônicos da Turma da Mônica. Havia ainda uma versão reduzida do Brinquedão e do Engenheiros. Aparentemente essa filial também fechou alguns anos depois de sua abertura, já que seu site oficial foi desativado e no momento não existem informações sobre a Pracinha da Turma da Mônica no site do Shopping Belas.

### Vila da Mônica – Gramado
Os apaixonados pela Turma da Mônica ganharam mais um Parque da Mônica: a cidade de Gramado, no Rio Grande do Sul, foi escolhida para sediar a Vila da Mônica, um parque que conta com um super área de alimentação com pizzaria, hamburgueria e frutaria.

Em um espaço que simula o Bairro do Limoeiro, o parque conta com mais de 20 atrações, entre elas roda-gigante, montanha-russa e carrossel e atrações com acessibilidade para pessoas com deficiência. A Vila da Mônica Gramado foi inaugurada em 12 de outubro de 2022 e fica localizada à margem da ERS-235, estrada que liga Gramado e Nova Petrópolis, com área total de 11 mil m², sendo 5 mil m² destinados exclusivamente às atrações do parque.